# Achalcus cinereus
Achalcus cinereus är en tvåvingeart som först beskrevs av Alexander Henry Haliday 1851.  Achalcus cinereus ingår i släktet Achalcus och familjen styltflugor. Arten är reproducerande i Sverige. Inga underarter finns listade i Catalogue of Life.